# Bouddhanandi
Bouddhanandi est considéré par la tradition du bouddhisme Zen comme un de ses patriarche. Selon les sources, il est le septième, huitième ou quatorzième dignitaire de ce rang. D'origine indienne, il est censé être de la famille de Gautama Bouddha. Son maitre aurait été Vasumitra.